# Tremosine sul Garda
Tremosine sul Garda är en kommun i provinsen Brescia i regionen Lombardiet i Italien. Kommunen hade 2 103 invånare (2018).